# 細葉柔紋珊瑚
細葉柔紋珊瑚（学名：[Leptoeris gardineri] 错误：{{Lang}}：文本有斜体标记（帮助））为菊珊瑚科柔紋珊瑚屬下的一个种。